# ILS
 (engl. Instrument Landing System) je zemaljski navigacioni sistem koji obezbeđuje precizno vođenje vazduhoplova koji prilaze poletno-sletnoj stazi, uz kombinovani rad nekoliko uređaja koji emituju radio-talase i odgovarajuće opreme u vazduhoplovima, a koji omogućava sletanje pri uslovima smanjene vidljivosti, usled oblačnosti, magle, kiše snega i slično.
Karte za instrumentalni prilaz se publikuju za svaku konkternu instalaciju ILS-a, da pilotima pruže informacije kako da lete ILS prilaze prilikom instumentalnog letenja, uključujući pozicije komponenti ILS-a, radio frekvencije koje pojedine komponente ILS-a emituju i minimalne zahteve u pogledu vidljivosti za koje je specifični ILS namenjen.

## Komponente i princip rada
se sastoji od:
- Lokalajzera, uređaja koji u prostoru obeležava središnju ravan, koja sadrži centralnu liniju poletno-sletne staze
- Indikatora ravni poniranja, uređaja koji u prostoru obeležava ravan poniranja vazduhoplova pri sletanju
- Radio markera, uređaja koji označavaju određenu udaljenost vazduhoplova od praga poletno-sletne staze

Lokalajzer je uređaj koji emituju polje radio-signala modulisanih pretežno sa 150  sa desne strane poletno-sletne staza pretežno sa 90  sa leve strane poletno-sletne staze, gledano od pravca sletanja. Prijemnik lokalajzera meri razliku u dubini modulacije, DDM − ((engl. Difference in Depth of Modulation)) ova dva signala. Tačno na središnjoj ravni DDM je nula i raste sa obe strane od središnje ravni.
Slično tome, indikator ravni poniranja (engl. Glide path) se sastoji od skupa antena koje emituju polje radio-signala modulisanih pretežno sa 150  ispod ranvni poniranja a a pretežno sa 90  iznad ravni poniranja, tako da je DMM na ravni poniranja 0 a raste sa obe strane ravni. Na preseku centralne ravni i ravni poniranja se nalazi idealna putanja vazduhoplova pri sletanju.
Radio markeri su radio-uređaji pozicionirani na nekoliko kilometara u pravcu sletanja koji u uskom dometu od nekoliko stotina metara emituju signale koji vazduhoplovima ukazuju na približavanje pragu poletno-sletne staze. Obično postoje dva do tri radiomarkera.
Vazduhoplov ima prijemnik koji istovremeno meri  lokalajzera i  indikatora ravni poniranja, prikazuje ih na instrumentu i omogućava pilotu da vazduhoplov vodi precizno po predviđenoj putanji, sve do sletanja.

### Lokalajzer
Lokalajzer emituje signale uz pomoć skupa antena koje su pozicionirane na kraju poletno-sletne staze na koju se sleće. Orijentacija i odnos snage zračenja na pojedinim antenama se fino kalibriše da se postigne što preciznije pokazivanje središnje ravni. Noseća frekvencija signala je jedna od predodređenih frekvencija iz opsega 108  do 111.975 . Signal modulisan sa 150  i signal modulisan sa 90  imaju dubinu modulacije oko 20%. Sektor lokalajzera je ugao oko središnje ravni u kojoj DDM raste otprilike linearno sa ugaonim otklonom od središnje ravni i iznosi otprilike 6˚. U sektoru se signal koristi za najpreciznije navigaciju Na uglu otklona 6˚ do 35˚ signal lokalajzera može da se koristi za određivanje strane na koju treba skrenuti da bi se sletelo, ali tu vrednost DDM-a nije proporcionalna ugaonom otklonu i pokazivanje je grubo.
Osim navigacionog signala, lokalajzer može da emituje i govorne signale, kao i identifikacioni signal koji identifikuje aerodrom, odnosno poletno-sletnu stazu i pravac kojim se sleće. Poletno-sletne staze često imaju po jedan ILS sistem sa svake strane i potrebno je obezbediti da oba ne emituju u isto vreme, da ne bi došlo do udesa usled pogrešne identifikacije ILS-a. Stariji i manje precizni lokalajzeri emituju i na drugu stranu i ovaj obrnuti signal može da se koristi za sletanje u suprotnom smeru, ali je to prilično neprecizan metod navigacije.

### Indikator ravni poniranja
Indikator ravni poniranja emituje uz pomoć skupa antena pozicioniranih sa strane poletno-sletne staze u nivou praga (početka) poletno-sletne staze. Antenski skup je podešen tako sa ravan poniranja seče horizontalnu ravan na mestu gde se nalazi prag poletno-sletne staze. Noseća frekvencija signala je jedna od predodređenih frekvencija iz opsega 328.6  do 334.5 . Noseće frekvencije lokalajzera i indikatora ravni poniranja su uparene u unapred određene parove, tako da se instrument u vazduhoplovu podesi u jednom koraku, tj nije potrebno posebno podešavanje za frekvenciju lokalajzera a posebno za frekvenciju indikatora ravni poniranja.
Signal modulisan sa 150  i signal modulisan sa 90  imaju dubinu modulacije oko 40%. Ugao ravni poniranja je oko 3˚, zavisno od konkretne instalacije ILS-a i u oblasti ugaonog otklona +- 0.36˚ od ravni poniranja DDM linearno raste sa uglom otklona, tj to je oblast u kojoj je moguća veoma precizna navigacija.

### Radio markeri
Radio markeri su pozicionirani u pravcu sletanja na poletno-sletnu stazu, tako da tokom sletanja pilotima daju indikaciju o tome koliko su se približili pragu poletno-sletne staze na koji treba da slete. Oni imaju unapred određene frekvencije i svetlosni indikatori u vazduhoplovu pokazuju kada je vazduhoplov prošao poziciju kog markera na sledeći način :
| pozicija radio markera | frekvencija | signal indikacije | svetlo instrumenta |
| ---------------------- | ----------- | ----------------- | ------------------ |
| Spoljnji               | 400         | crtice            | plavo              |
| Središnji              | 1.300       | crtice i tačke    | žuto               |
| Unutrašnji             | 3.000       | tačke             | belo               |

ILS instalacije imaju obicno dva markera, spoljašnji i središnji, a ređe i unutrašnji marker. Ponekad su markeri zamenjeni navigacionim uređajem koji vazduhoplovima omogućava određivanje udaljenosti od njih, DME-om (енгл. Distance Measuring Equipment). U tom slučaju, DME prijemnik u vazduhoplovu pokazuje direktnu udaljenost od praga poletno-sletne staze neprekidno prilikom sletanja, čto je mnogo preciznije od pokazivača radio-markera koji samo pokazuju koji je marker avion već prešao.

## Kategorije-a
pruža navigacione signale koji omogućavaju sletanje vazduhoplova u uslovima smanjene vidljivosti. Međutim, nisu svi ILS sistemi podjednako precizni niti predviđeni za iste uslove rada. Zato je definisano nekoliko kategorija smanjenje vidljivosti:
- Kategorija I ili CAT I, instrumentalni prilaz i sletanje gde visina odluke nije manja od 60  i pri kojima vidljivost nije manja od 800 , odnosno vidljivost na poletno-sletnoj stazi nije manja od 550
- Kategorija II ili CAT II, instrumentalni prilaz i sletanje gde je visina odluke veća od 60  a nije manja od 30  i pri kojima vidljivost na poletno-sletnoj stazi nije manja od 350
- Kategorija III ili CAT III, instrumentalni prilaz i sletanje gde je visina odluke manja od 30  i pri kojima je vidljivost na poletno-sletnoj stazi manja od 350

Istovremeno standardi za ILS uređaje se u zahtevima razlikuju prema kategorijama. Kategorija III ILS-a ima strože zahteve u pogledu preciznosti, stabilnosti i pouzdanosti od kategorija II, a kategorija II strože zahteve od kategorije I. Kategorija III se dalje deli na potkategorije. Osim odgovarajuće kategorije ILS sistema na zemlji, da bi se moglo obaviti sletanje u uslovima smanjene vidljivosti, potrebno je da je i vazduhoplov opremljen opremom odgovarajuće kategorije, tj preciznosti, kao i da se koriste odgovarajuće procedure.

## Monitor
Lokalajzer i indikator ravni poniranja imaju funkciju da vazduhoplovima pružaju navigacione signale od kojih zavisi bezbedno sletanje. Pošto je zahtev za preciznošću veoma veliki, da bi se neprekidno pratio rad ILS-a postavljaju se monitori. Rad ILS sistema može biti narušen kvarom na samom sistemu ili usled uticaja okoline. Najveći problem u okolini predstavljaju drugi uređaji koji emituju radio talase i velike metalne površine koje deluju na elektromagnetno polje u blizini. Funkcija monitora je da meri navigacione signale, prati njihovu preciznost i postojanost i ako oni prekorače propisane standarde, da prenesu informaciju na udaljenu lokaciju odakle se vrši kontrola i bilo da se spusti kategorija rada, bilo da isključi ILS. Isključivanje ILS-a se vrši zato što je bezbednije da piloti znaju da nemaju ILS signal i da prema tome donose odluke, nego da lete prema nepouzdanom ili netačnom signalu.

## Kritična zona i osetljiva zona
Da bi se omogućio neometan rad ILS-u, oko poletno-sletne staze i oko antena ILS-a se održava kritična zona u kojoj je zabranjen ulazak svim vozilima, uključujući i vazduhoplove, izuzev vazduhoplova u sletanju. Osim toga, postoji i osetljiva zona u kojoj je kretanje vozila kontrolisano. Ako ILS radi u višoj kategoriji, onda su i ove dve zone definisane u širem opsegu i obrnuto.

## Prijemnik u vazduhoplovu
Vazduhoplov ima prijemnik koji istovremeno meri  lokalajzera i  indikatora ravni poniranja, prikazuje ih na instrumentu i omogućava pilotu da lako i brzo odredi u kom smeru horizontalno i vertikalno treba da usmeri vazduhoplov da bi bio što približnije na idealnoj trajektoriji za sletanje.
Na slici sleva nadesno je prikazan pokazivač lokalajzera kada se vazduhoplov nalazi desno od središnje linije lokakalajzera, tačno na središmjoj liniji i levo od središnje linije
Na slici sleva nadesno je prikazan pokazivač ravni poniranja kada se vazduhoplov nalazi ispod ravni poniranja, tačno na ravni poniranja i iznad ravni poniranja. U slučaju oba pokazivača, vazduhoplov treba usmeriti prema položaju igle.
Na slici levo je prikazan izgled ILS prijemnika kada je vazduhoplov izpod ravni poniranja i desno od središnje ravni. Znači da vazduhoplov treba podići i usmeriti levo. Desno je prikazan izgled instrumenta kada je je vazduhoplov tačno na središnjoj liniji lokalajzera i tačno na ravni poniranja, oba pokazivača na instrumentu imaju centralnu poziciju.
Savremeni vazduhoplovi koriste merenja ILS signala kao ulaz za FMS, sistem za upravljanje letom i korekcija putanje se može vršiti automatski, uz nadzor od strane pilota i trajektorija sletanja je prikazana na ekranu zajedno sa drugim grafičkim elementima, umesto na prijemniku sa iglama-pokazivačima.

## Upotreba-a na aerodromima
Aerodrom može imati više poletno-sletnih staza. Svaka poletno-sletna staza može imati instaliran ILS sa svake strane poletno-sletne staze. Pri tome se vodi računa da dva ILS-a na istoj poletno-sletnoj stazi ne budu uključena u isto vreme. Takođe, trajektorije ILS-a za razne poletno-sletne staze moraju da budu tako pozicionirane da vazduhoplovi pri sletanju ne dolaze preblizu jedan drugom. Na trajektoriji na koju usmerava jedan ILS mogu da se nalaze više vazduhoplova pri sletanju, ali dovoljno udaljeni jedan od drugog.
Vazduhoplov tipično „uspostavlja“ trajektoriju prilaza na oko 10  od poletno-sletne staze, što znači da se nalazi u uskom snopu zračenja lokalajzera oko središnje ravni i u ukom snopu zračenja indikatora ravni poniranja oko ravni poniranja. Dok je vazduhoplov u toj uskoj oblasti oko idealne trajektorije, zračenje ILS-a je upotrebljivo za veoma preciznu navigaciju tokom sletanja.

## Alternative i budućnost
Alternative ILS-a su MLS i upotreba GPS-a i drugih sistema satelitske navigacije. MLS je uređaj boljih performansi od ILS-a, koji je počeo da ulazi u upotrebu u Americi, ali se pojavila tehnologija satelitske navigacije koje je jeftinija sa stanovišta uvođenje i eksploatacije. Zbog toga se uvođenje novih MLS-ova ne preporučuje.

Na osnovu evropske stategije za civilnu vazduhoplovnu navigaciju, ILS sistemi treba da budu implementirani u višim kategorijama, CAT II i CAT III umesto CAT I, i da polako izlaze iz upotrebe kako ih zamenjuje precizna satelitska navigacija.

## Standardi
oprema podleže međunarodnim standardima čiji je cilj da svi ILS predajnici rade sa svim ILS prijemnicima i da obezbeđuje kvaliteta rada u skladu sa proklamovanom kategorijom.
Osnovni standardi definisani od strane ICAO su: 
- Aneks 10 Čikaške konvencije, Vazduhoplovne telekomunikacije, deo I, Radio-navigacioni uređaji.
- dokument 8071, Uputstvo za testiranje radio-navigacionih uređaja

## Spoljašnje veze
- Osnove rada ILS-a 1 Архивирано на веб-сајту  (6. март 2016) (језик: енглески)
- Osnove rada ILS-a 2 Архивирано на веб-сајту  (17. октобар 2007) (језик: енглески)
- Rad -a za pilote (језик: енглески)
- Zahtevi koje Velika Britanija postavlja za ILS opremu na svojim aerodromima (језик: енглески)